# Anisodes glomerata
Anisodes glomerata là một loài bướm đêm trong họ Geometridae.